# Бисар
Бисар (фр. Buissard) насеље је и општина у Француској у региону Прованса-Алпи-Азурна обала, у департману Горњи Алпи која припада префектури Гап.
По подацима из 2011. године у општини је живело 184 становника, а густина насељености је износила 63,01 становника/km². Општина се простире на површини од 2,92 km². Налази се на средњој надморској висини од 1240 метара (максималној 1.340 m, а минималној 1.026 m).

## Демографија
| 1962. | 1968. | 1975. | 1982. | 1990. | 1999. | 2011. |
| ----- | ----- | ----- | ----- | ----- | ----- | ----- |
| 95    | 102   | 91    | 111   | 100   | 100   | 184   |

График промене броја становника у току последњих година